# 中村勝馬
中村勝馬（なかむら　かつま、1894年9月18日 - 1982年4月21日）は染織作家、重要無形文化財「友禅」保持者（1955年認定）。東京友禅の代表的な作家であり、友禅染の芸術的向上と作家地位の確立につとめた。
息子は染織工芸作家である中村光哉。弟子に同じく重要無形文化財「友禅」保持者の山田貢がいる。

## 作風
伝統的な友禅技術を基に新しい感覚で創案された簡明で動きのある意匠、品格ある色調による近代的で優雅な作風が特色。左右非対称の図案、無線伏せや叩き糊などの新しい技法を積極的導入することにより躍動感溢れる構図の近代的な感覚の作品を制作した。黒留袖に佳品が多い。
また署名や落款が一般的でなかった友禅の世界において、先駆的に落款を実践したことでも知られる。

## 年譜
本年譜は戸館和子 2007年表による。
- 1894年（明治27年） 北海道函館市に生まれる。祖父は水戸藩士で中村家は代々水戸藩の藩医を務める家柄。父・虎は逓信省の官吏として函館の郵便局長などを務めた人物だった。
- 1906年（明治39年） 岩手県一関に転居
- 1909年（明治42年） 父の死去により岩手県立一関中学校を中退、上京。
- 1912年（明治45年） 川端画学校に入学。
- 1913年（大正2年） 川端画学校日本画科を中退。この頃作風に惹かれ杉浦非水の元を訪ねる。杉浦の紹介で三越専属の増山隆方に師事し、彼の元で衣装図案や友禅技法を学んだ。同年9月には三越呉服店懸賞裾模様図案に「ポプラと渡り鳥」を応募し、第3等賞を受賞している。
- 1921年（大正10年） 高橋はなと結婚
- 1922年（大正11年） 長男光哉誕生
- 1923年（大正12年） 愛知県名古屋市西区に移住
- 1924年（大正13年） 増山の元から独立し、名古屋松坂屋の専属になっている。
- 1926年（大正15年） 山田貢が弟子入り
- 1929年（昭和4年） 日本橋三越の専属となり染色逸品会に作品を出品。
- 1940年（昭和15年） 奢侈品等製造販売制限規則（七・七禁令）発令。
- 1942年（昭和17年） 戦時第一次企業整備により東京都染色工芸組合結成、同組合理事長に就任。
- 1943年（昭和18年） 第一次工芸技術（丸技）保持者認定を受ける。
- 1945年（昭和20年） 山梨県に疎開
- 1946年（昭和21年） 三越専属取引をやめ、各百貨店、和光ほか小売店とも取引を始める。同年財団法人工芸学会会員になっている。同年日本染織美術協会発起人として設立、幹事となる。
- 1947年（昭和22年） 日本手工芸染織繍技芸連盟設立に参加、同年二科会工芸部の審査員となる。また同年東京都価格査定委員会嘱託になり、芸術保存及び技術保存の染色作品の価格査定に従事している。
- 1948年（昭和23年） 渋谷区に転居。株式会社染色工人社を設立、代表取締役となる。
- 1949年（昭和24年） 工芸技術保存資格者の認定を受ける。
- 1952年（昭和27年） 東洋美術協会に評議員として参加。同年社団法人東京都工芸協会が設立され理事として参加。
- 1955年（昭和30年） 重要無形文化財保持者（人間国宝）の認定を受ける。同年社団法人日本工芸会の設立発起人となり、以後理事として活躍。また同年第2回日本伝統工芸展審査員となり、一越縮緬地訪問着「牡丹」を出品。
- 1957年（昭和32年） 日ソ国交回復記念の日本現代工芸展審査員として同展に出品、作品がソ連政府に買い上げられる。
- 1958年（昭和33年） 調布市に転居
- 1964年（昭和39年） 重要無形文化財保持者会が設立、幹事に就任する。
- 1966年（昭和41年） 紫綬褒章を受章
- 1969年（昭和44年） 学校法人大塚きもの学院友禅染色科が新設され主任講師となる。
- 1970年（昭和45年） 勲四等瑞宝章受章
- 1972年（昭和47年） 日本工芸会理事を辞退、参与に推される。
- 1974年（昭和49年） 東京都工芸染色協同組合の顧問となる。
- 1982年（昭和57年） 調布市にて死去。享年88。

## 参考資料
- 中村光哉 編『友禅 東京派五十年の軌跡』文化学院服飾博物館、1999年。
- 戸館和子『中村勝馬と東京友禅の系譜ー個人作家による実材表現としての染織の成立と展開』染織と生活社、2007年。ISBN 9784915374470。
- 第一出版センタ 編『人間国宝シリーズ12友禅 中村勝馬・田畑喜八・上野為二・山田栄一』講談社、1981年。
- 北村哲郎 編『現代の友禅』毎日新聞社、1978年。全国書誌番号:78020034。
- 大滝幹夫、南邦男、柳橋眞『人間国宝事典 : 重要無形文化財認定者総覧 工芸技術編』芸艸堂、2006年。ISBN 4753802191。